# France 3 Nouvelle-Aquitaine

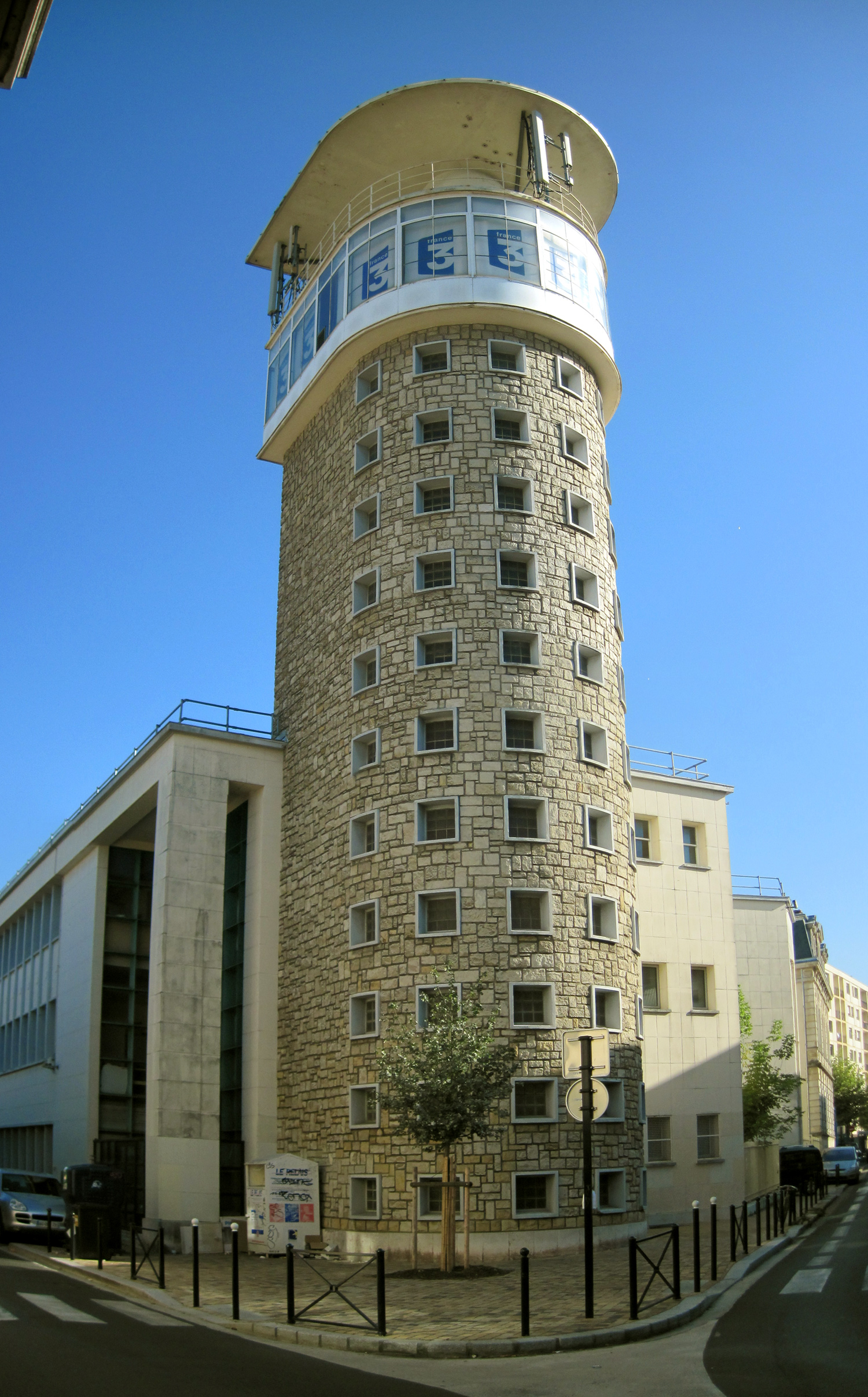
Seu central de France 3 Nouvelle-Aquitaine a Bordeus

France 3 Nouvelle-Aquitaine és una de les 13 direccions regionals i territorials de France 3 (grup France Télévisions) que reuneix tres sucursals locals de Nouvelle-Aquitaine: França 3 Aquitanie, France 3 Limousin i France 3 Poitou-Charentes, així com el canal regional NoA .

## Història
Per complir amb la nova divisió administrativa resultant de la reforma territorial de 2014 i del desig de duplicar el temps d’emissió dels programes regionals, la direcció de France Télévisions anuncià, el 15 de desembre de 2016, una reorganització de la seva xarxa regional per a l'1 de gener de 2017. Els 4 pols de governança, resultants de la divisió del 2009, s'abandonaren en favor de 13 direccions regionals, que corresponen als límits administratius de les regions de la reforma territorial del 2014. Les 24 sucursals es mantenen al sí de les 13 direccions regionals.
El dia 1 de gener de 2017 es va crear l'oficina regional de France 3 Nouvelle-Aquitaine, que aglutina les sucursals locals de France 3 Aquitaine, France 3 Limousin i France 3 Poitou-Charentes. Està dirigit per Laurence Mayerfeld. El delegat de l'antena i els programes és Dominique Papon.
El dia 11 de setembre de 2018 es llança el nou canal NoA. Creat en el marc d’un contracte d’objectius i recursos entre France Télévisions i la regió de la Nouvelle-Aquitaine, aquest nou canal emet un programa 100% regional per a internet i les pantalles.

## Objectius
La gestió regional s'utilitza per a la creació de continguts audiovisuals per a les tres sucursals de proximitat cridades a desenvolupar-se en el futur, però es manté l’autonomia editorial per a les sucursals locals (informatius de televisió en la franja de 12-13h i de 19-20h). Com a part d’aquest canvi, France 3 Nouvelle-Aquitaine agrupa al seu lloc web el contingut difós a France 3 Aquitaine, France 3 Limousin i France 3 Poitou-Charentes i processa informació de la regió en temps real.